# Кембелтон (Флорида)
Кембелтон (енгл. Campbellton) град је у америчкој савезној држави Флорида. По попису становништва из 2010. у њему је живело 230 становника.

## Демографија
Према попису становништва из 2010. у граду је живело 230 становника, што је 18 (8,5%) становника више него 2000. године.
| Група             | 2000.       | 2010.       |
| Белци             | 84 (39,6%)  | 77 (33,5%)  |
| Афроамериканци    | 127 (59,9%) | 149 (64,8%) |
| Азијати           | 0 (0,0%)    | 1 (0,4%)    |
| Хиспаноамериканци | 1 (0,5%)    | 1 (0,4%)    |
| Укупно            | 212         | 230         |